# Kościół Wniebowzięcia Najświętszej Marii Panny we Włoszczowie
Kościół Wniebowzięcia Najświętszej Marii Panny we Włoszczowie – rzymskokatolicki kościół parafialny zlokalizowany w centrum Włoszczowy, pochodzący z XVII wieku, a rozbudowany w wieku XIX.

## Historia
Pierwsza wzmianka o włoszczowskiej parafii pochodzi z 1428. Drewniany kościół św. Jakuba Apostoła Większego i św. Mikołaja Biskupa stał u zbiegu obecnych ulic Partyzantów i Kusocińskiego.
W 1643 rozpoczęto budowę kaplicy na miejscu objawień maryjnych, którą sfinansowali pielgrzymi. Była ona nazywana capella Apparitionis Betae Mariae Virginis, czyli Zjawienia się Najświętszej Maryi Panny i pełniła rolę kościoła filialnego (kościołem parafialnym był wówczas odzyskany od kalwinów kościół św. Jakuba Apostoła, który rozebrano około 1760). Świątynia była stopniowo rozbudowywana (m.in. około 1675 dobudowano do nawy głównej kaplice boczne), a około połowy XVII wieku zastąpiono ją obecnym kościołem. W latach 1868–1875 ksiądz Walenty Khaun doprowadził do jego odnowienia. Kolejny remont przeprowadzono w latach 1966-1972 z inicjatywy prałata Józefa Błaszczyka. W 2010 zbudowano organy, a wnętrze poddano renowacji, w tym wykonano polichromię.

## Architektura
Obiekt zbudowany jest na planie krzyża. Sygnaturka pochodzi z 1874. Duża wieża (dzwonnica z zegarem) wzniesiona została ok. 1896 roku jako wotum dziękczynne ufundowane przez ocalałych po epidemii cholery.

## Obraz Najświętszej Maryi Panny
W nawie głównej wisi barokowy obraz nieznanego, krakowskiego autora przedstawiający całopostaciowo Najświętszą Maryję Pannę z Dzieciątkiem na lewym ręku wraz z klęczącymi po obu stronach świętymi: Joachimem i Józefem. Nad całością przedstawienia górują anioły i łaciński napis Virgo et Mater Immaculata ora pro nobis (pol. Panno i Matko Niepokalana, módl się za nami). Maryja stoi na kuli ziemskiej z wężem. Obraz został sprowadzony do Włoszczowy w 1646 przez księdza Jakuba Chrostkiewicza, kanonika i oficjała kurzelowskiego. Obraz ten ma opinię cudownego i sprawia, że miasto jest ośrodkiem życia religijnego oraz pielgrzymkowego. Został ukoronowany koronami papieskimi 3 czerwca 2007. Koronacji dokonał kardynał Henryk Gulbinowicz w obecności biskupów kieleckich: Kazimierza Ryczana, Kazimierza Gurdy i Mariana Florczyka.

## Otoczenie
Przy kościele, wiosną 2006, posadzony został dąb pamiątkowy Jana Pawła II. Stoi tam też pomnik Jana Pawła II z 2015.

## Galeria

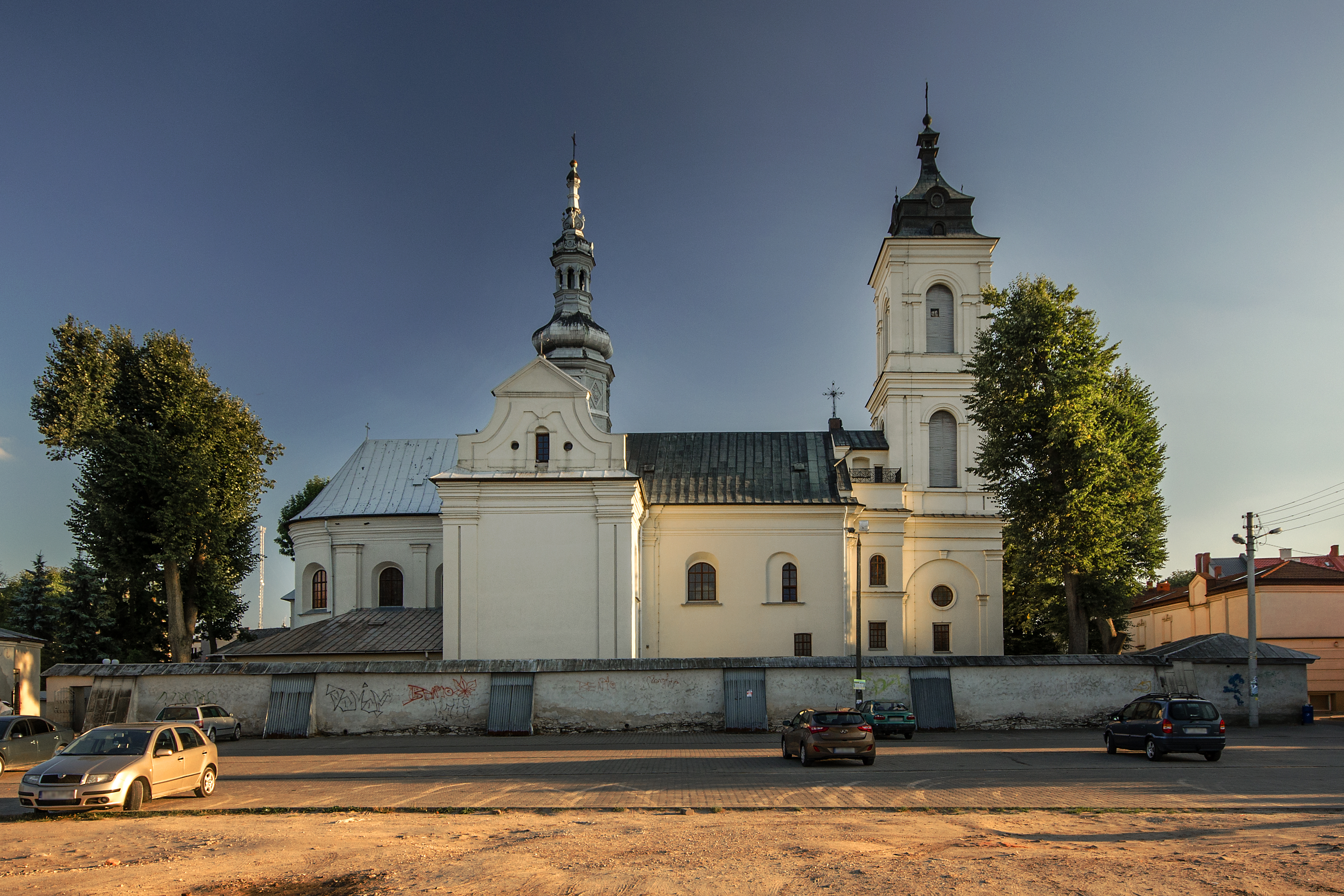
Widok od północy
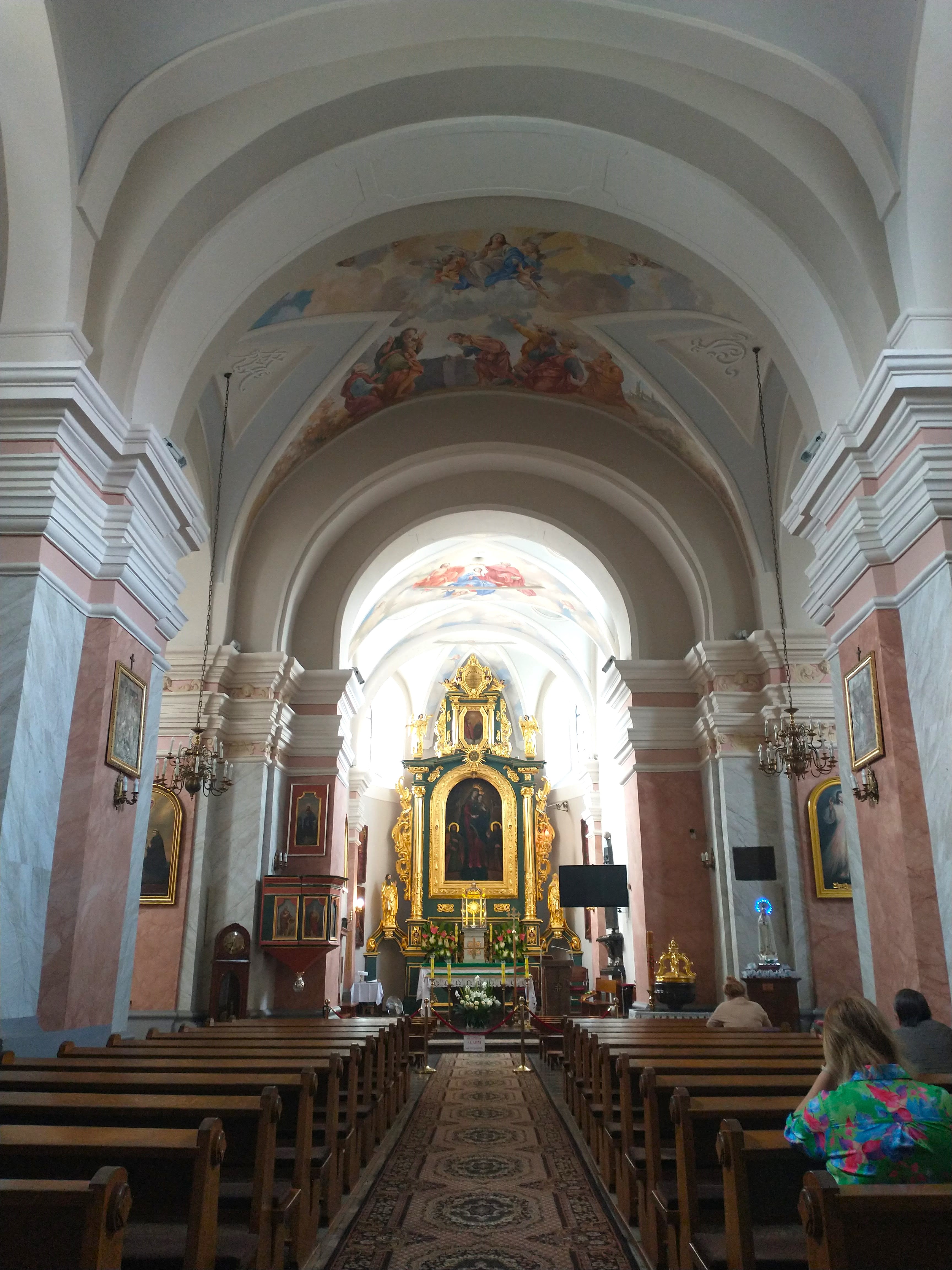
Wnętrze
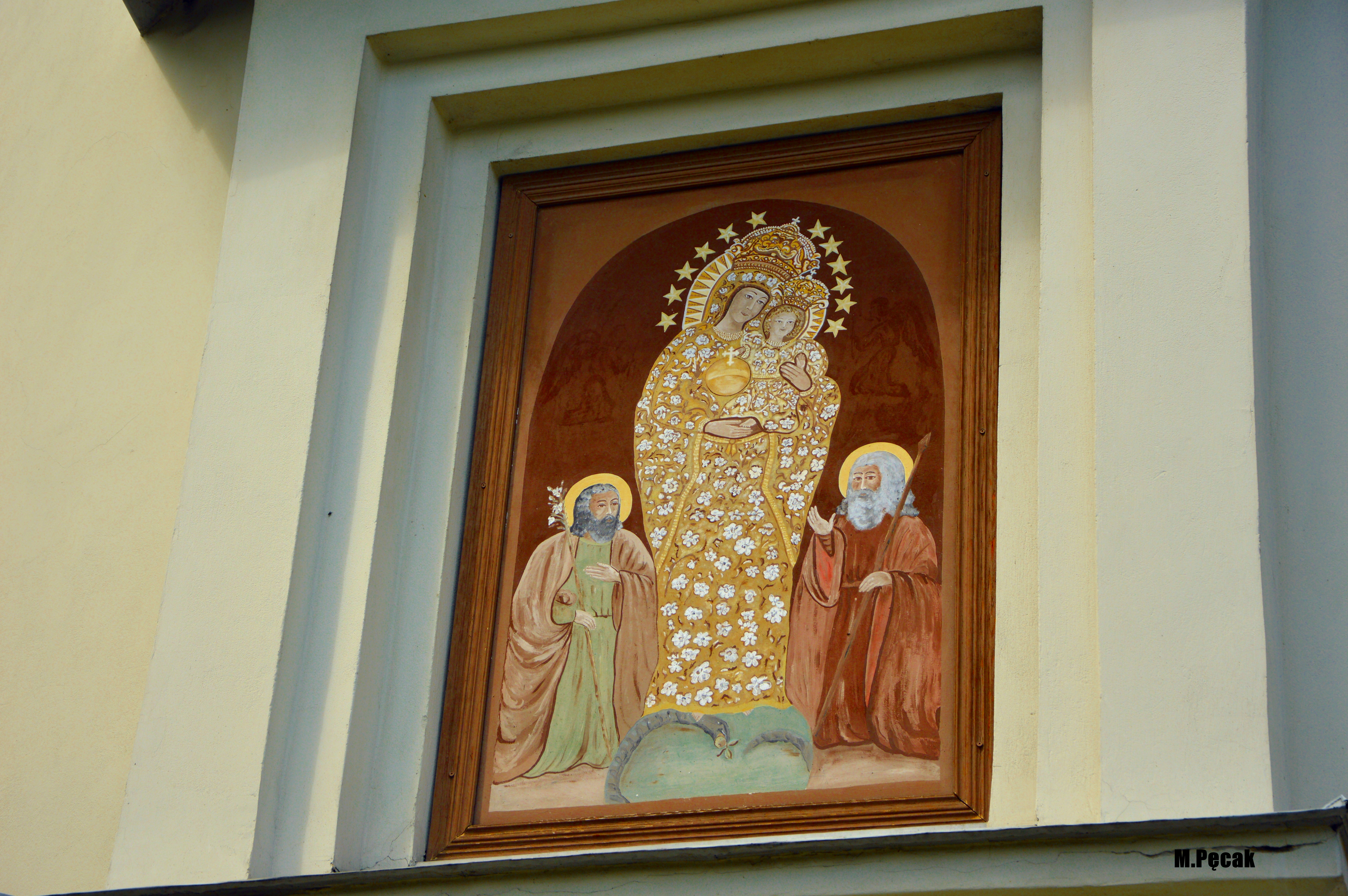
Obraz maryjny